# Ambassade de Hongrie en France
L'ambassade de Hongrie en France est le siège de la représentation diplomatique de la Hongrie en France. Elle est située à Paris, la capitale du pays, et son ambassadeur est, depuis mars 2021, l'archiduc Georges de Habsbourg-Lorraine – également accrédité auprès de la principauté de Monaco.

## Histoire

### Ambassade d'Autriche-Hongrie
Entre la fin du XIXe siècle et la Première Guerre mondiale, l'ambassade d'Autriche-Hongrie est installée à l'hôtel de Matignon (7e arrondissement de Paris). Dans les années 1900, son consulat général est installé 21 rue Laffitte (9e arrondissement).

### Légation hongroise
À la suite de la dissolution de l'Autriche-Hongrie, le 6 septembre 1920 marque le début des relations diplomatiques officielles entre la Hongrie et la France.
Depuis cette date, l'appellation de la représentation diplomatique hongroise a évolué selon les périodes. Ainsi, elle fut d’abord une légation du royaume de Hongrie (jusqu'en 1945) puis de la république de Hongrie (de 1946 à 1949). Entre le 20 août 1949 et le 17 décembre 1963, la représentation diplomatique hongroise en France est appelée légation de la république populaire de Hongrie.

### Ambassade hongroise
Le 17 décembre 1963, les représentations diplomatiques des deux pays sont élevées au niveau d'ambassade, et la représentation diplomatique hongroise est donc appelée ambassade de la république populaire de Hongrie jusqu'au 23 octobre 1989. À cette date, la république populaire est dissoute, et on parle donc jusqu'au 31 décembre 2011 de l'ambassade de la république de Hongrie. Enfin, depuis le 1er janvier 2012, à la suite d'une révision constitutionnelle relative au changement de nom du pays, l'expression appropriée est ambassade de Hongrie.

## Sièges successifs de l'ambassade
La première adresse de la légation du royaume de Hongrie était le 17, rue de l'Arcade, dans le 8e arrondissement de Paris. Le 20 avril 1924, la légation du royaume de Hongrie déménage au 15, rue de Berri, dans le 8e arrondissement. 
Le 20 juillet 1940, la légation déménage à l'hôtel des Ambassadeurs, à Vichy. Après la Seconde Guerre mondiale, l’adresse de la légation hongroise redevient (assurément jusqu'en 1954) le 15, rue de Berri.
À partir de 1967-1968, l'ambassade hongroise déménage au 5, square du Bois-de-Boulogne, dans le 16e arrondissement, qui deviendra par la suite le 5 bis, square de l'Avenue-Foch, à la suite du changement du nom de la voie.
Dans cette période, le consulat hongrois déménage également dans un nouvel bâtiment, au 326, rue Saint-Jacques, dans le 5e arrondissement ; puis, à partir de 1993-1994, au 92, rue Bonaparte, dans le 6e arrondissement. Depuis le mois de mai 2009, il est basé au 7-9, square Vergennes, dans le 15e arrondissement.

## Sièges actuels des représentations diplomatiques

### Ambassade

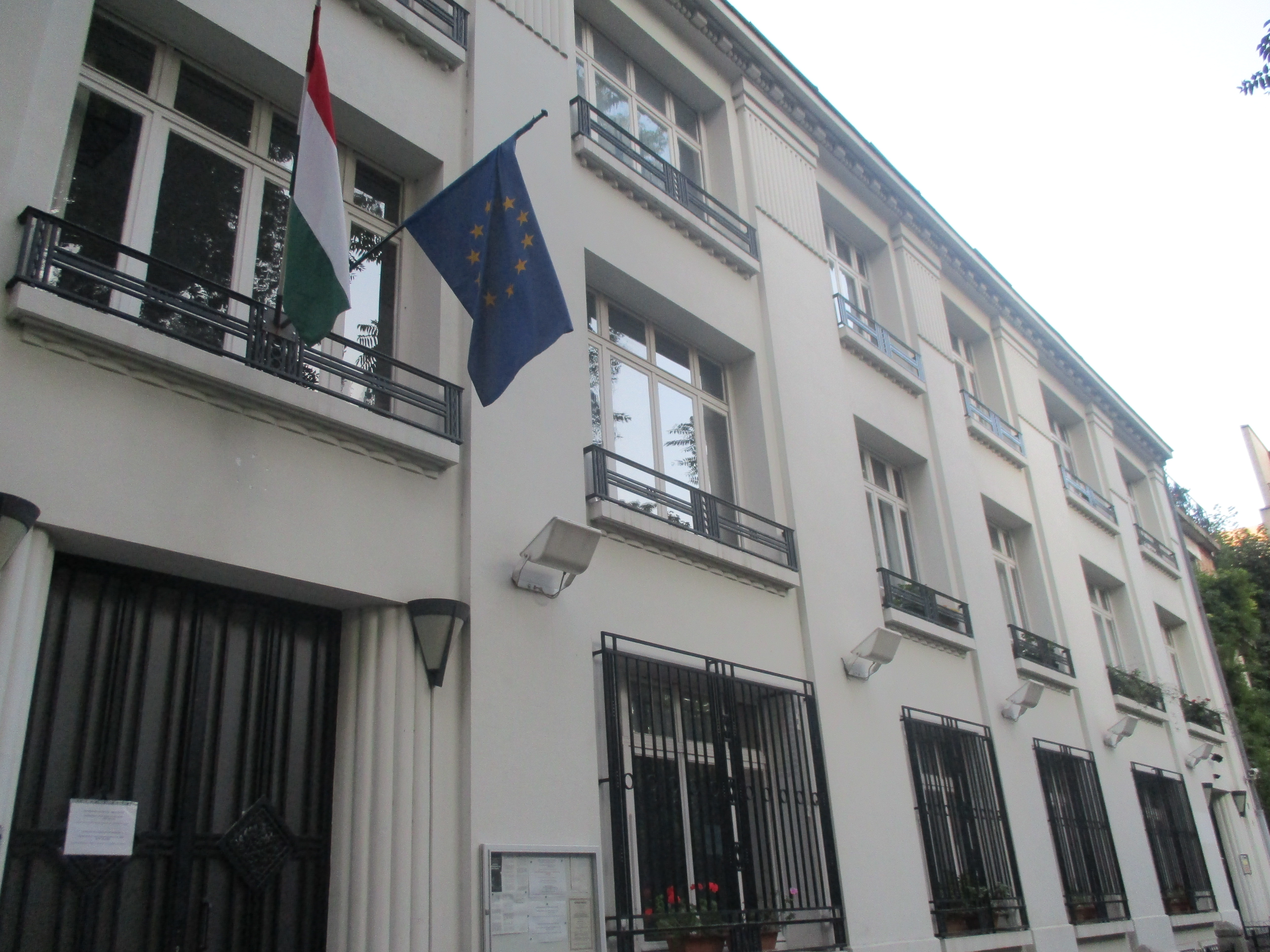
Consulat général de Hongrie au 7, square Vergennes, Paris.

- Ambassade de Hongrie : 5 bis, square de l'Avenue-Foch, Paris 16e
- Section consulaire : 7, square Vergennes, Paris 15e
- Service économique et commercial : 140, avenue Victor-Hugo, Paris 16e
- Institut hongrois de Paris : 92, rue Bonaparte, Paris 6e

### Représentations permanentes
- Représentation hongroise auprès de l’OCDE et de l’UNESCO : 140, avenue Victor-Hugo, Paris 16e
- Représentation hongroise auprès du Conseil de l’Europe : 4, rue Richard-Brunck, Strasbourg

### Consulats honoraires
- Marseille : 64, rue Saint-Sébastien, 13006 Marseille
- Bordeaux : 18, rue Lafont-Ludon Médoc, 33295 Blanquefort Cedex
- Mulhouse : 5, rue de Zimmersheim, 68400 Riedisheim
- Nancy : 16, rue de Bitche, 54000 Nancy
- Nantes : Résidence Les Peintres - 6, rue Francis-Picabia, 44700 Orvault
- Nîmes : 1, place de l'Écluse, 30000 Nîmes
- Rennes : Centre d’affaires Île-de-France - 4, avenue Charles-Tillon, 35000 Rennes
- Rouen : 66, quai de Boisguilbert BP 4032, 76021 Rouen Cedex 3
- Tours : 10, rue Leonard-de-Vinci, 37000 Tours

## Chefs de mission, envoyés, chargés d’affaires et ambassadeurs
| Ambassadeur                   | Mandat                                             | Date de début de mandat | Date de remise des lettres de créance | Date de fin de mandat |
| ----------------------------- | -------------------------------------------------- | ----------------------- | ------------------------------------- | --------------------- |
| Iván Práznovszky              | Chef de la légation (chargé d’affaires)            | 6 septembre 1920        |                                       | 13 février 1922       |
| Iván Práznovszky              | Envoyé extraordinaire et ministre plénipotentiaire | 13 février 1922         |                                       | 21 novembre 1922      |
| Frigyes Korányi (en)          | Chef de la légation, ministre                      | 20 février 1923         |                                       | 17 avril 1924         |
| Pál Hevesy                    | Chargé d’affaires                                  | 17 avril 1924           |                                       | 20 novembre 1924      |
| Frigyes Korányi               | Chef de la légation                                | 20 novembre 1924        |                                       | 24 août 1928          |
| Frigyes Villani               | Chef de la légation                                | 26 novembre 1928        |                                       | 31 décembre 1933      |
| Sándor Khuen-Héderváry        | Chef de la légation                                | 31 décembre 1933        |                                       | 18 juillet 1941       |
| György Bakách-Bessenyey       | Chef de la légation                                | 26 juillet 1941         |                                       | 10 septembre 1943     |
| Arno Bobrik                   | Chef de la légation                                | 10 septembre 1943       |                                       | 1944                  |
| Pál Auer                      | Ministre                                           | À partir d’avril 1946   | 10 mai 1946                           | 6 juin 1947           |
| Mihály Károlyi                | Ministre                                           | 21 août 1947            | 27 août 1947                          | 2 juin 1949           |
| Zoltán Szántó                 | Ministre/légat                                     | 5 septembre 1949        | 4 octobre 1949                        | 22 mars 1954          |
| Imre Kutas                    | Ministre                                           | 10 avril 1954           | 5 novembre 1954                       | 28 avril 1958         |
| József Vincze                 | Ministre/légat                                     | 13 juin 1959            | 10 octobre 1959                       |                       |
| József Vincze                 | Ambassadeur                                        | 29 décembre 1963        | 9 janvier 1964                        | 8 mai 1964            |
| Márton Valkó                  | Ambassadeur                                        | 8 mai 1964              | 11 juillet 1964                       | 12 août 1968          |
| Péter Mód                     | Ambassadeur                                        | 12 août 1968            | 13 septembre 1968                     | 5 novembre 1974       |
| Péter Veress                  | Ambassadeur                                        | 5 novembre 1974         | 15 janvier 1975                       | 31 mars 1979          |
| Dr. József Bényi              | Ambassadeur                                        | 28 juillet 1979         | 6 septembre 1979                      | 1er septembre 1984    |
| Rezső Palotás                 | Ambassadeur                                        | 1er septembre 1984      | 27 septembre 1984                     | 19 juin 1989          |
| Dr. Gábor Nagy                | Ambassadeur                                        | 19 juin 1989            | 17 novembre 1989                      | août 1990             |
| Dr. János Szávai              | Ambassadeur                                        | août 1990               | 16 novembre 1990                      | septembre 1991        |
| Béla Szombati                 | Ambassadeur                                        | septembre 1991          | 28 septembre 1994                     | septembre 1999        |
| Dr. Dezső Kékessy             | Ambassadeur                                        | septembre 1999          | 26 novembre 1999                      | octobre 2002          |
| André Erdős                   | Ambassadeur                                        | 16 octobre 2002         | 12 novembre 2002                      | décembre 2006         |
| László Nikicser               | Ambassadeur                                        | décembre 2006           | 7 février 2007                        | octobre 2010          |
| Dr. László Trócsányi          | Ambassadeur                                        | 1er octobre 2010        | 3 décembre 2010                       | 31 mai 2014           |
| György Károlyi                | Ambassadeur                                        | 23 janvier 2015         | 23 janvier 2015                       | 4 mars 2021           |
| Georges de Habsbourg-Lorraine | Ambassadeur                                        | 14 décembre 2020        | 12 avril 2021                         |                       |

## Dans la fiction
En 1952, pour les besoins du film Aveux spontanés de Robert Parrish, le no 1 de la rue Brignole (16e arrondissement de Paris) est transformé, le temps du tournage, en ambassade de Hongrie.